# 加蓬议会
加蓬议会（法語：Parlement du Gabon）是加蓬的国家立法机关。加蓬议会实行两院制，由参议院和国民议会组成。每届议会任期5年。两院议员皆通过小选区制选举产生。